# Palais Neuberg
Le palais Neuberg (ou palais Dobřenský, palais Neyer ou palais Salm) est un palais baroque situé dans la Nouvelle Ville de Prague. Le palais est actuellement le siège de l'ambassade du Brésil. Il est protégé en tant que monument culturel de la République tchèque.

## Histoire du palais

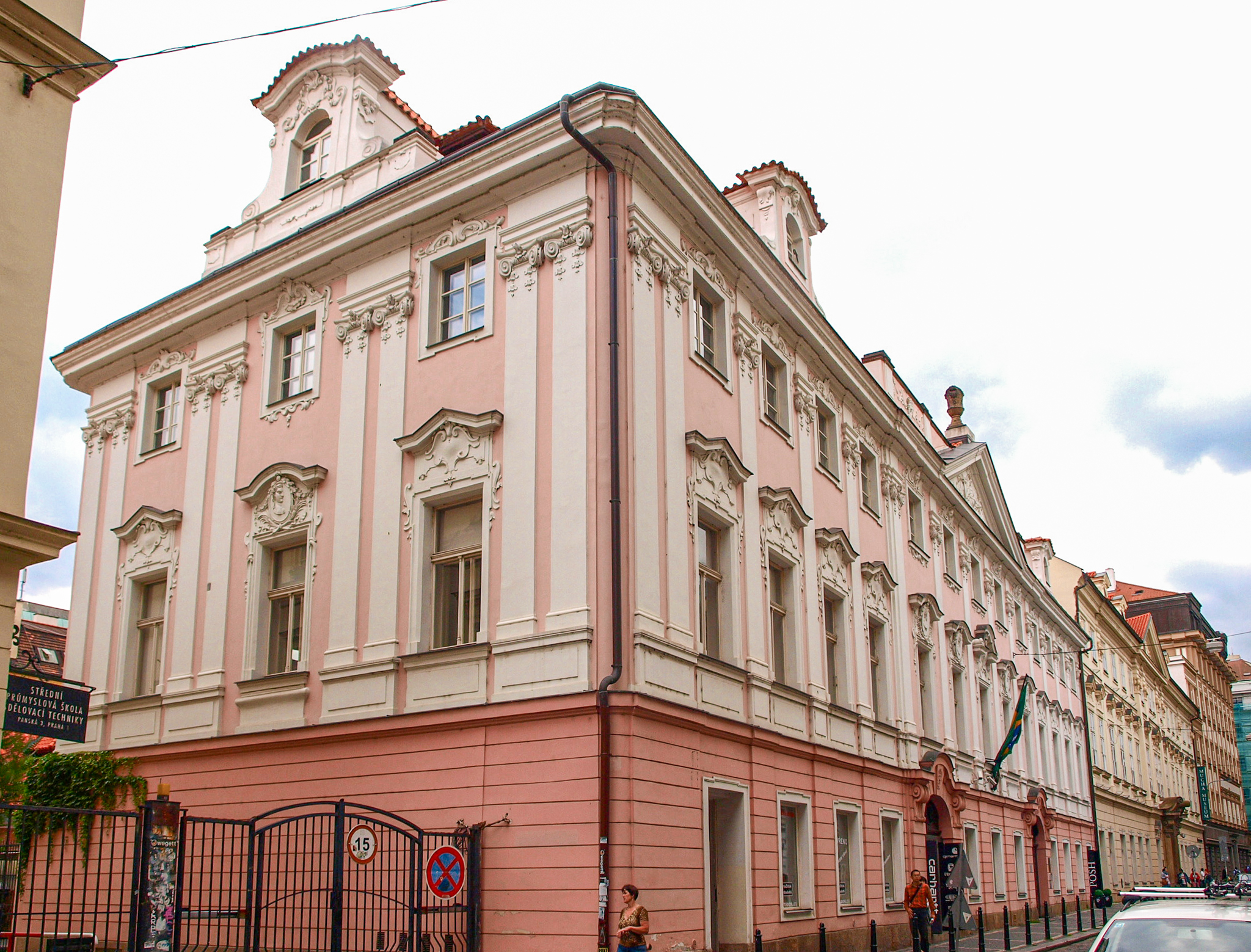
Palais Neuberg

En 1711 le propriétaire de la maison était Sibylla Magdalena Franchimonová (née Dobřenský de Dobřenic). Lorsque Karel Ferdinand Dobřenský a hérité de la maison en 1717, il l'a fait reconstruire en un superbe palais baroque.     

## Architecture

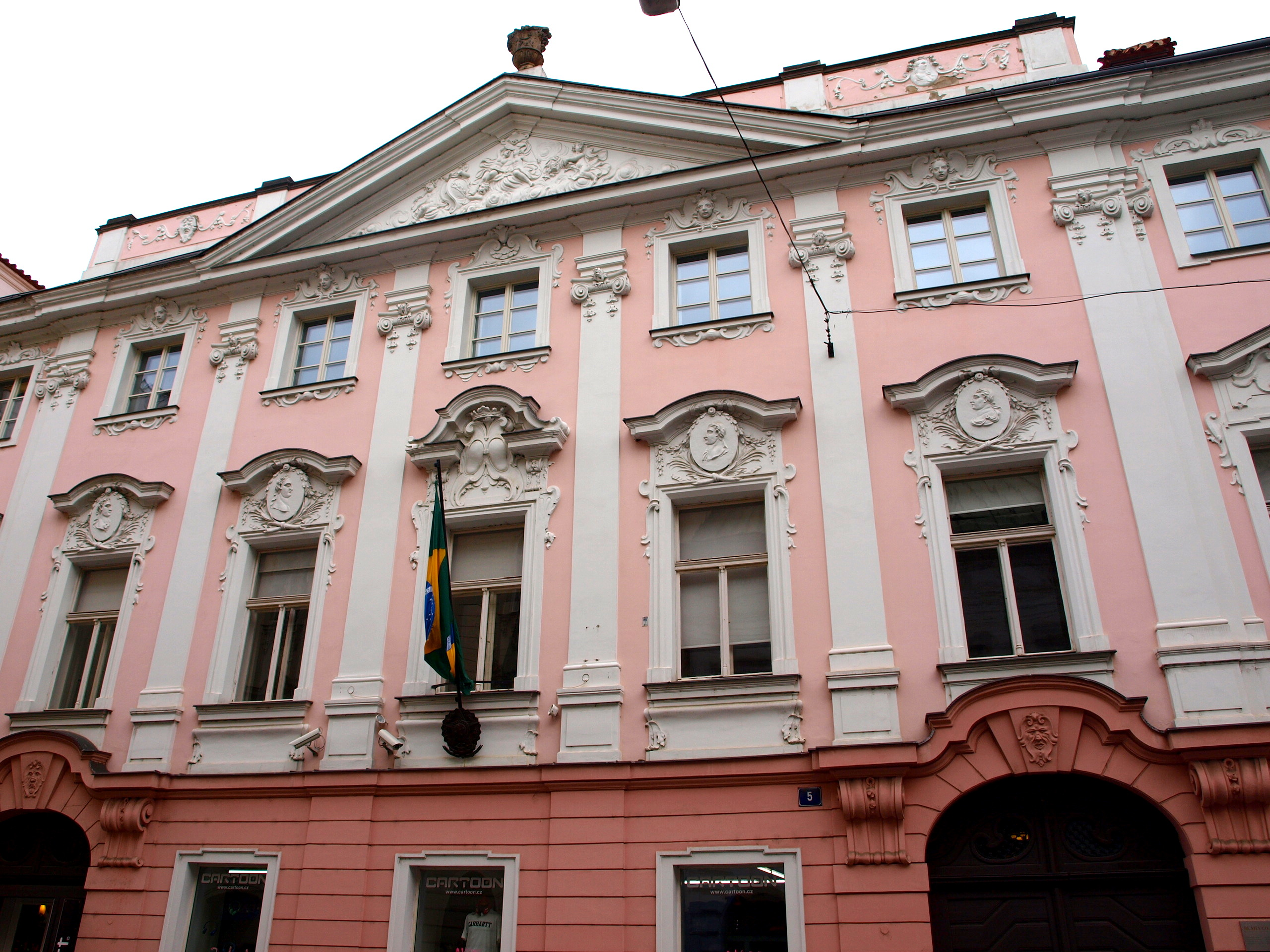
Détail de la façade du palais

Le palais actuel de quatre étages a été construit à la place de plusieurs maisons du XIVe siècle. La façade sur la rue Panská est richement décorée dans le style baroque. La galerie intérieure du palais forme une cour. 

## Environs
- Palais Kounický, siège du musée Alfons Mucha (rue Panská)
- Palais Millesimov (rue Panská)
- Palais Riesu de Stallburg, ambassade d'Argentine à Prague (rue Panská)
- Palais Sylva-Taroucca (rue Na Příkopě)
- Palais Kolovrat (rue Na   Příkopě)
- Palais Myslbek (Rue Na Příkopě)